# Paa mokokchungensis
Paa mokokchungensis é uma espécie de anfíbio da família Ranidae.
É endémica da Índia.
Os seus habitats naturais são: regiões subtropicais ou tropicais húmidas de alta altitude e rios.